# Lauren Harris
Lauren Harris (Londra, 6 luglio 1984) è una cantante inglese, figlia di Steve Harris, celebre bassista e fondatore del gruppo musicale heavy metal Iron Maiden.
Attualmente Lauren canta in una band heavy metal che porta il suo nome.

## Biografia
Prima di firmare un contratto con la Mostro di Tom McWilliams e Steve Altman nel 2005, Harris aveva suonato per anni in vari bar e pub londinesi e aveva partecipato ad alcune registrazioni di materiale scritto dal produttore Russ Ballard. Dopo aver firmato il contratto, si trasferì a Miami e iniziò a lavorare al suo materiale da solista: il padre Steve decide di proporla come apri concerto per il tour europeo degli Iron Maiden. Nel 2006 fondò il suo omonimo gruppo, con il quale suonò al Download Festival, sia nella data di Donington che a quella di Dublino, e nella data tedesca del Rock im Park e al Rock am Ring. Aprì anche diversi concerti degli Iron Maiden nel 2007-2008. Aprì anche i concerti di Within Temptation e The Answer nello stesso periodo.
Il 10 giugno 2008 uscì il suo album d'esordio, Calm Before the Storm, disco che presenta influenze hard rock e metal classico, che la stessa Harris descrisse come "una sorta di classic rock con delle influenze e radici pop, un rock con delle melodie grazie anche alle ballad".

## Formazione

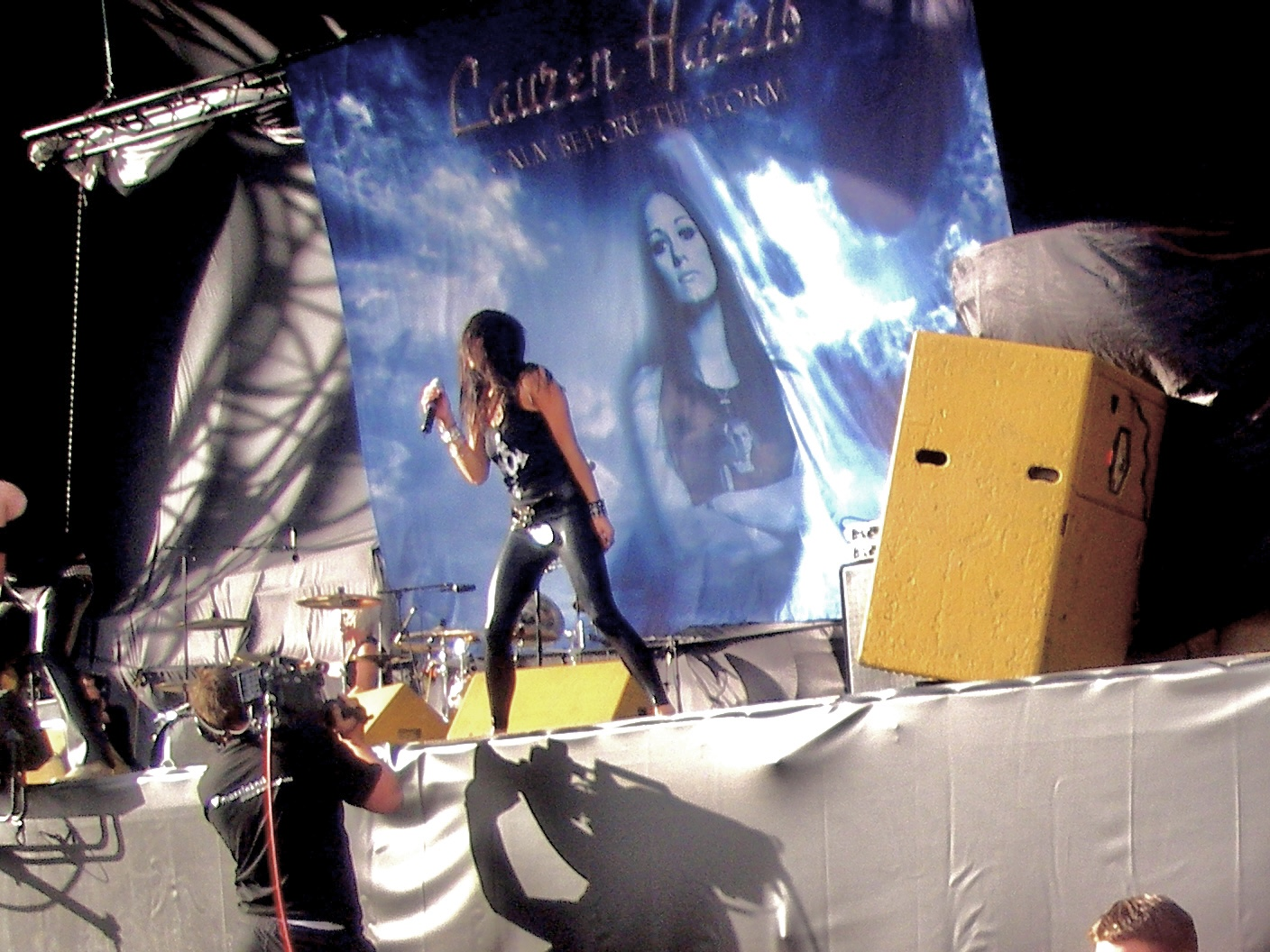
Lauren Harris in concerto nel 2008

### Formazione attuale
- Lauren Harris – voce (2006–presente)
- Richie Faulkner – chitarra, cori (2006–presente)
- Randy Gregg – basso, cori (2008–presente)
- Olly Smith – batteria (2008–presente)

### Ex componenti
- Miguel Gonzales – basso (2006–2008)
- Tom McWilliams – batteria, programmazione, cori (2006–2008)

## Discografia
- 2008 – Calm Before the Storm